# Anaganaga Oka Roju
Anaganaga Oka Roju é um filme indiano de 1996 dirigido por Ram Gopal Varma.